# NGC 6240
NGC 6240 ist eine verschmolzene irreguläre Galaxie vom Hubble-Typ I0 im Sternbild Schlangenträger nördlich des Himmelsäquators. Sie ist ungefähr 330 Millionen Lichtjahre von der Milchstraße entfernt, hat einen Durchmesser von 200.000 Lichtjahren und wird als Seyfert-2-Galaxie gelistet.

## Besonderheiten
Außergewöhnlich an dieser Galaxie ist, dass es in ihrem Kern nach aktuellen Erkenntnissen drei aktive Schwarze Löcher gibt, die sich durch jüngere noch im Vorgang befindliche Kollisionen von drei kleineren Galaxien im neuen Galaxienkern zusammengefunden haben. Jedes der drei Schwarzen Löcher hat dabei mehr als 90 Millionen Sonnenmassen. Sie strahlen dabei eine große Menge an Röntgenstrahlung ab und kreisen im Abstand von 3.000 Lichtjahren umeinander, bis sie in einigen hundert Millionen Jahren verschmelzen werden. Dass es auch zu simultanen Verschmelzungsprozessen mehrerer Galaxien gleichzeitig kommt, liefert nun eine mögliche Erklärung, wie sich die größten Galaxien mit ihren zentralen supermassereichen schwarzen Löchern auch wesentlich schneller entwickeln können.
Da sich die Kollision der Ursprungsgalaxien erst vor etwa 30 Millionen Jahren ereignete, zeigt sich NGC 6240 als typische Starburstgalaxie. Wegen der relativen Durchlässigkeit des in der Galaxie vorhandenen Staubes für das Infrarotlicht der jungen Sterne ist NGC 6240 eine ultraleuchtkräftige Infrarotgalaxie (ULIRG), die gut mit dem Infrarot-Teleskop Spitzer beobachtet werden kann.

## Bilder

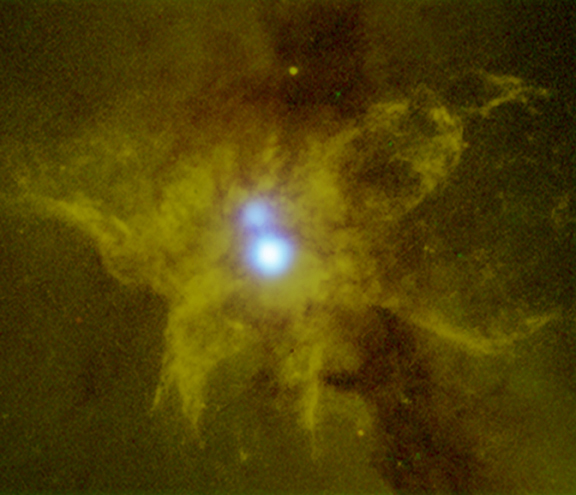
Zentrum der Galaxie NGC 6240 im sichtbaren Licht, überlagert mit Röntgenaufnahmen des Teleskops Chandra
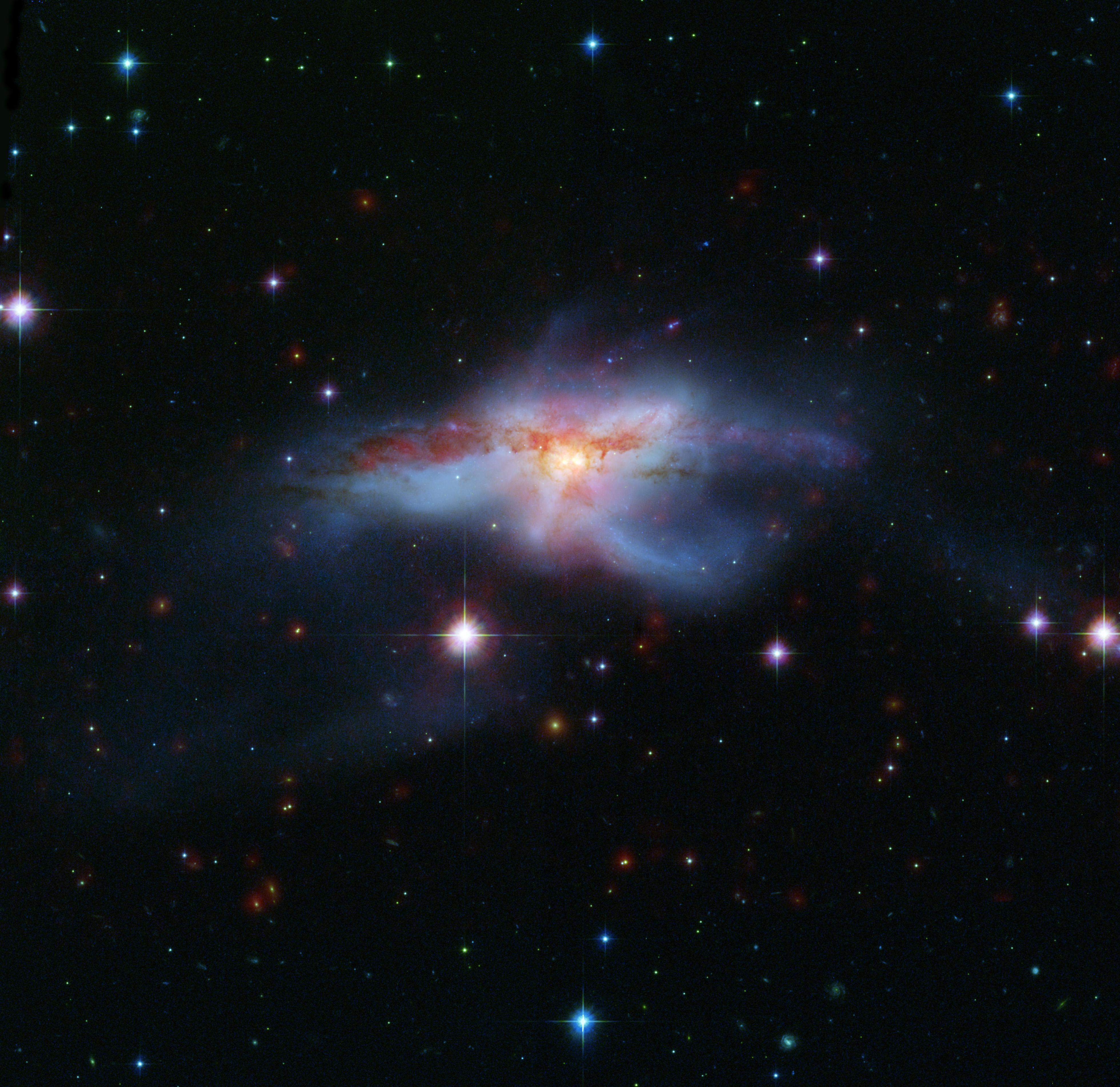
Abbildung der gesamten Galaxie NGC 6240 aus Daten der Spitzer- und Hubble-Weltraumteleskope.

Das Objekt wurde am 12. Juli 1871 von dem französischen Astronomen Édouard Jean-Marie Stephan entdeckt.
Am 1. April 2000 wurde in NGC 6240 die Supernova SN 2000bg entdeckt.